# Gabre
Gabre é uma comuna francesa na região administrativa de Occitânia, no departamento de Ariège. Sua língua oficial é a francesa